# Prevail I

Prevail I es el cuarto álbum de estudio de la banda canadiense de heavy metal Kobra and the Lotus . Financiado a través del sitio de crowdfunding PledgeMusic, alcanzando la cantidad acordada, el trabajo fue lanzado el 12 de mayo de 2017, con Prevail II, la segunda parte del álbum doble cuyo lanzamiento está previsto para poco después, constando de un relativo éxito en los lugares donde el álbum tuvo un lanzamiento oficial.  El 9 de noviembre de 2016, el conjunto lanzó "TriggerPulse", el primer sencillo del álbum, entrando en las radios locales de manera constante. El 17 de febrero de 2017, el conjunto lanzó "Gotham", el segundo sencillo del álbum.

## Listado de pistas
| N.º | Título                        | Duración |  |
| 1.  | «Gotham»                      | 5:28     |  |
| 2.  | «TriggerPulse»                | 4:19     |  |
| 3.  | «You Don’t Know»              | 4:24     |  |
| 4.  | «Specimen X (Mortal Chamber)» | 6:25     |  |
| 5.  | «Light Me Up»                 | 3:45     |  |
| 6.  | «Manifest Destiny»            | 4:16     |  |
| 7.  | «Victim»                      | 4:20     |  |
| 8.  | «Check The Phyrg»             | 4:10     |  |
| 9.  | «Hell On Earth»               | 4:23     |  |
| 10. | «Prevail»                     | 4:12     |  |

## Créditos

### Personal
- Kobra Paige - voz principal
- Jasio Kulakowski - guitarra solista/rítmica, ingeniería
- Brad Kennedy - bajo
- Marcus Lee - batería